# 코리아뮤직넷
코리아뮤직넷(Koreamusic.net, 아시아뮤직넷)은 음악 전문 정보 서비스를 제공하는 웹사이트였다.

## 역사
코리아뮤직넷은 1997년 6월 개설되어 음악 관련 10MB 무료 홈페이지 제공, 음악 정보 게시판을 중심으로 한 회원제 사이트로 각종 음악 뉴스와 음악 듣기 서비스를 제공하였다. 국내 최초로 락레코드와 워너뮤직코리아를 시작으로 음반 전곡 듣기 서비스를 시작하였으며, 음악을 골라 담아 들을 수 있는 마이뮤직 서비스를 개설하였다.
1999년 Alexa 선정 세계 100대 사이트에 들기도 했으며, 2000년 Hot 100이 선정하는 국내 음악 부분 1위 사이트이다. 2000년부터 나인포유와 함께 아시아뮤직넷이라는 도메인으로 서비스를 지속하였으며, 한중일 음악 정보를 제공하였다. 그 후, 벅스뮤직과 맥스MP3 등 대형 음악 스트리밍 서비스가 나오기 시작했으며, 2003년 2월 벅스뮤직과 함께 30여개 음반사로부터 국내 최대 음악 저작권 소송을 당하였다. 이후  음악 듣기 서비스 유료화에 참여하였다..
2004년 5월 서비스를 종료하였다.